# Selenocephalus horaki
Selenocephalus horaki är en insektsart som beskrevs av Dlabola 1977. Selenocephalus horaki ingår i släktet Selenocephalus och familjen dvärgstritar. Inga underarter finns listade i Catalogue of Life.